# Covid fan tutte
Covid fan tutte, „Szenen aus dem Corona-Frühling“, ist eine von dem Dirigenten und Komponisten Esa-Pekka Salonen und der Sopranistin Karita Mattila zusammengestellte Oper mit Musik von Wolfgang Amadeus Mozart und einem Libretto von Minna Lindgren, die während der COVID-19-Pandemie von der Finnischen Nationaloper in Helsinki gezeigt wurde und die Arbeitsbedingungen im Opernhaus und das Leben der finnischen Gesellschaft unter den Bedingungen der Pandemie im Frühling 2020 thematisiert. Die Uraufführung fand am 28. August 2020 statt.

## Handlung
Die Finnische Nationaloper probt für eine geplante Aufführung von Wagners Walküre. Während das Orchester die Ouvertüre spielt, unterbricht plötzlich die „Schnittstellenmanagerin“ des Opernhauses die Probe und erklärt, dass aufgrund einer Virus-Pandemie die Pläne geändert werden müssten. Jetzt stehe Mozart auf dem Programm.
Drei Wagnersänger unterhalten sich über die Ereignisse. Die Schnittstellenmanagerin informiert sie über das neue Programm. Einer von ihnen soll zunächst eine öffentliche Bekanntmachung vortragen.
Die Starsopranistin lamentiert über ihre Lage. Alle ihre geplanten Auftritte wurden abgesagt. Nach einer problematischen Anreise hängt sie jetzt in Helsinki fest. Glücklicherweise erhält sie per Telefon ein Angebot für eine führende Rolle in der neuen Produktion der Nationaloper.
Die für die Walküre vorgesehenen Sängerinnen sind wenig begeistert darüber, jetzt Mozart singen zu müssen. Die Schnittstellenmanagerin erklärt ihnen, dass sie froh sein können, überhaupt Arbeit zu haben. Da sich die gesamte Direktion in Zwangsurlaub befindet, hat sie, die eigentlich für die Kundenbeziehungen zuständig ist, die Produktionsleitung übernommen. Mouzart selbst wirkt als Pianist mit, jedoch ohne Solo und ohne Nennung seines Namens. Fiordiligi und Dorabella übernehmen die Rolle von Ministern, die die Maßnahmen der Regierung erläutern. Die Bevölkerung gerät immer mehr in Panik. Der Wissenschaftler Don Alfonso erläutert den Ministern die Lage mit einer Parodie der Registerarie aus Don Giovanni: „700 in Bergamo, 4000 in Deutschland, Frankreich und Spanien nehmen zu, aber die Alpen… die Alpen sind ein Hot Spot“. Die Regierung ruft den Ausnahmezustand aus und beschließt, sich besonders um ältere Menschen zu kümmern.
Die Bevölkerung zieht ihre eigenen Schlüsse aus der Bekanntmachung. Die Minister und Experten empfehlen zur Beruhigung symbolische Gesichtsmasken, obwohl wissenschaftliche Beweise für deren Wirksamkeit noch fehlen. Ein windiger Geschäftemacher (Don Alfonso) preist in einem Verkaufssender des Fernsehens Klopapier zu horrenden Preisen an. Zwischendurch erzählt die Schnittstellenmanagerin, dass sie eigentlich für die Beziehungen zwischen dem Opernhaus und der Gesellschaft zuständig sei, besonders für den Parkplatz. Außerdem erkläre sie den Menschen immer wieder, was eine Oper überhaupt ist.
Despina berichtet aus ihrem Leben während des Lockdowns. Sie kann jetzt gleichzeitig zu Hause arbeiten, ihre Kinder unterrichten und sich fit halten, bricht aber schließlich vor Überlastung zusammen. Don Alfonso verzweifelt bei einer Videokonferenz. Guglielmo ärgert sich über seine Gesichtsmaske, obwohl Ferrando ihm versichert, dass das Tragen nicht obligatorisch sei. Dorabella hat bei ihren Mahlzeiten nur noch die Wahl zwischen Haferbrei und Erbsensuppe und will sich deprimiert im Brei ertränken. Ferrando bringt seiner Mutter Kuchen und eine Rose, darf jedoch ihr Haus nicht betreten. Despina gefällt es nicht, dass die Alten zu ihrem Schutz zu Hause eingesperrt werden. Sie selbst ignoriert das, obwohl sie die 70 schon überschritten hat. Das Virus folgt ihr bereits.
Die Sänger machen Pause, weil sie gerade nichts zu tun haben und sich langweilen. Die Schnittstellenmanagerin hingegen hat genug Arbeit. Gerade jetzt hat wieder jemand sein Auto falsch geparkt. Ferrando und Dorabella finden über eine Dating-App zueinander, müssen bei dem Treffen aber Abstand halten. Ohnehin verbietet die Schnittstellenmanagerin Romanzen am Arbeitsplatz.
Als die Sänger eine Infektion befürchten, holt die Schnittstellenmanagerin einen Tierarzt, der einen selbst entwickelten und bisher nur an Kühen getesteten Impfstoff an ihnen ausprobiert. Die Probanden fühlen sich anschließend wie unter Drogen und laufen davon. Auch die Schnittstellenmanagerin hat nun Feierabend und darf keine Überstunden machen. Sie bittet den Dirigenten, den Schluss der Oper etwas abzukürzen. Von nun an will sie zu Hause arbeiten.
Die Nachrichtensprecher wissen nicht mehr, was sie berichten sollen. Die Forschungsergebnisse widersprechen sich, und niemand kennt die Wahrheit. Bei einer Pressekonferenz offenbaren die Minister, dass sie selbst nicht weiterwissen. Zudem befindet sich das Virus bereits mitten unter ihnen. Da die Wissenschaft nicht weiterkommt, erhält ein Wirtschaftsexperte das Wort und ein Konjunkturpaket. Während sich alle um die Zukunft sorgen, erscheint ihnen das Virus persönlich. Sie wissen nicht, ob es real ist oder eine Halluzination. Der Schnittstellenmanagerin gelingt es nach einer Weile, es einzufangen und zu erledigen. Alle freuen sich auf die neue Normalität. Die Starsopranistin hat sich bereits ein Ticket besorgt und ist nach Paris geflogen. Auch Wagner wird wieder gespielt werden.

## Gestaltung
Die Reihenfolge der Musiknummern entspricht nicht der Vorlage. Die Autoren wählten diejenigen Stücke aus, die am besten zum neuen Handlungsverlauf passten. Minna Lindgren: „Wir brauchten ein unbekümmertes Duett, eine zärtliche Arie, eine inbrünstig energische und eine voller Wut. Ein entschlossenes Quintett eröffnet die Pressekonferenz der Regierung, während das zärtliche an die Gebrechlichkeit der älteren Menschen erinnert.“ Lindgren verzichtete zugunsten von gesprochenen Dialogen auf Rezitative und ließ den Darstellern große Freiheit beim Umgang mit ihrem Text. Außerdem wurden eine Arie aus Don Giovanni und eine aus der Zauberflöte aufgenommen. Salonen ergänzte die notwendigen Zwischenspiele, einige Passagen für Keyboard und den „Flip“ in der Ouvertüre.

## Werkgeschichte
Nach Ausbruch der COVID-19-Pandemie im Frühjahr 2020 musste die Finnische Nationaloper alle geplanten Vorstellungen absagen. Die Verantwortlichen beschlossen daraufhin, in kürzester Zeit eine satirische Bearbeitung von Wolfgang Amadeus Mozarts Oper Così fan tutte auf die Bühne zu bringen. Das Libretto verfasste Minna Lindgren. Die Musik stellte der finnische Komponist und Dirigent Esa-Pekka Salonen gemeinsam mit der Sopranistin Karita Mattila zusammen. Salonen sollte zu dieser Zeit eigentlich seine Stellung als Musikdirektor der San Francisco Symphony antreten, war aber zu Beginn der Krise in seine Heimatstadt Helsinki zurückgekehrt. Die Produktion nahm insgesamt nur sechs Monate in Anspruch. Da das Werk nur ein kleines Orchester und keinen Chor benötigt (Chorstücke wurden von Band eingespielt), war es möglich, bei der Aufführung die „soziale Distanzierung“ sicherzustellen. Lindgren empfand den Zeitdruck sogar als „beste Inspiration eines Künstlers“.
Die Premiere am 1. September 2020 dirigierte Esa-Pekka Salonen. Die Inszenierung stammte von Jussi Nikkilä, die Bühne von Mark Väisänen, die Kostüme von Erika Turunen, das Lichtdesign von Mikko Linnavuori und die Choreografie von Riikka Räsänen. Die Darsteller waren Karita Mattila (Despina), Miina-Liisa Värelä (Fiordiligi), Tommi Hakala (Don Alfonso), Johanna Rusanen (Dorabella), Tuomas Katajala (Ferrando), Waltteri Torikka (Guglielmo), Sanna-Kaisa Palo (Schnittstellenmanagerin), Ylermi Rajamaa (Mouzart), Natasha Lommi (Covid-Virus) und Outi Huusko (Gebärdensprachdolmetscherin).
Es gab insgesamt zwölf Aufführungen bis zum 23. Oktober 2020, bei denen jeweils 650 Zuschauer, die halbe Kapazität des Hauses, zugelassen waren. Ein Videomitschnitt wurde bei Operavision im Internet bereitgestellt.
Der Kritiker der Neuen Zürcher Zeitung meinte, das Libretto sei „gespickt mit witzigen Einfällen. Doch die vielleicht überraschendste Pointe der Aufführung lieg[e] darin, wie perfekt sich politisches Phrasendreschen und schablonenhafte Beamtensprache für eine gesangliche Darbietung eignen.“ Der Rezensent der Los Angeles Times verglich den satirischen Humor dieser Oper mit einer Mischung aus Monty Python, etwas Saturday Night Live, einem Hauch Borat und einer Bootsladung von P. D. Q. Bachs The Abduction of Figaro. Mozarts Musik passe wie ein Handschuh zu jeder Situation.

## Aufnahmen
- 1. September 2020 – Esa-Pekka Salonen (Dirigent), Jussi Nikkilä (Inszenierung), Mark Väisänen (Bühne), Erika Turunen (Kostüme), Mikko Linnavuori (Licht), Riikka Räsänen (Choreografie).
 Karita Mattila (Despina), Miina-Liisa Värelä (Fiordiligi), Tommi Hakala (Don Alfonso), Johanna Rusanen (Dorabella), Tuomas Katajala (Ferrando), Waltteri Torikka (Guglielmo), Sanna-Kaisa Palo (Schnittstellenmanagerin), Ylermi Rajamaa (Mouzart), Natasha Lommi (Covid-Virus), Outi Huusko (Gebärdensprachdolmetscherin).
 Video; live aus der Finnischen Nationaloper Helsinki.
 Videostream bei Operavision.[2]